# Strobilanthes chiangdaoensis
Strobilanthes chiangdaoensis är en akantusväxtart som beskrevs av H. Terao. Strobilanthes chiangdaoensis ingår i släktet Strobilanthes och familjen akantusväxter. Inga underarter finns listade i Catalogue of Life.